# Ursula Greve
Ursula Greve (* 1919; † 2007) war eine deutsche Porträtmalerin und Buchillustratorin.
Sie war seit 1951 verheiratet mit dem Maler und Bildhauer Peter Greve (1910–1983).

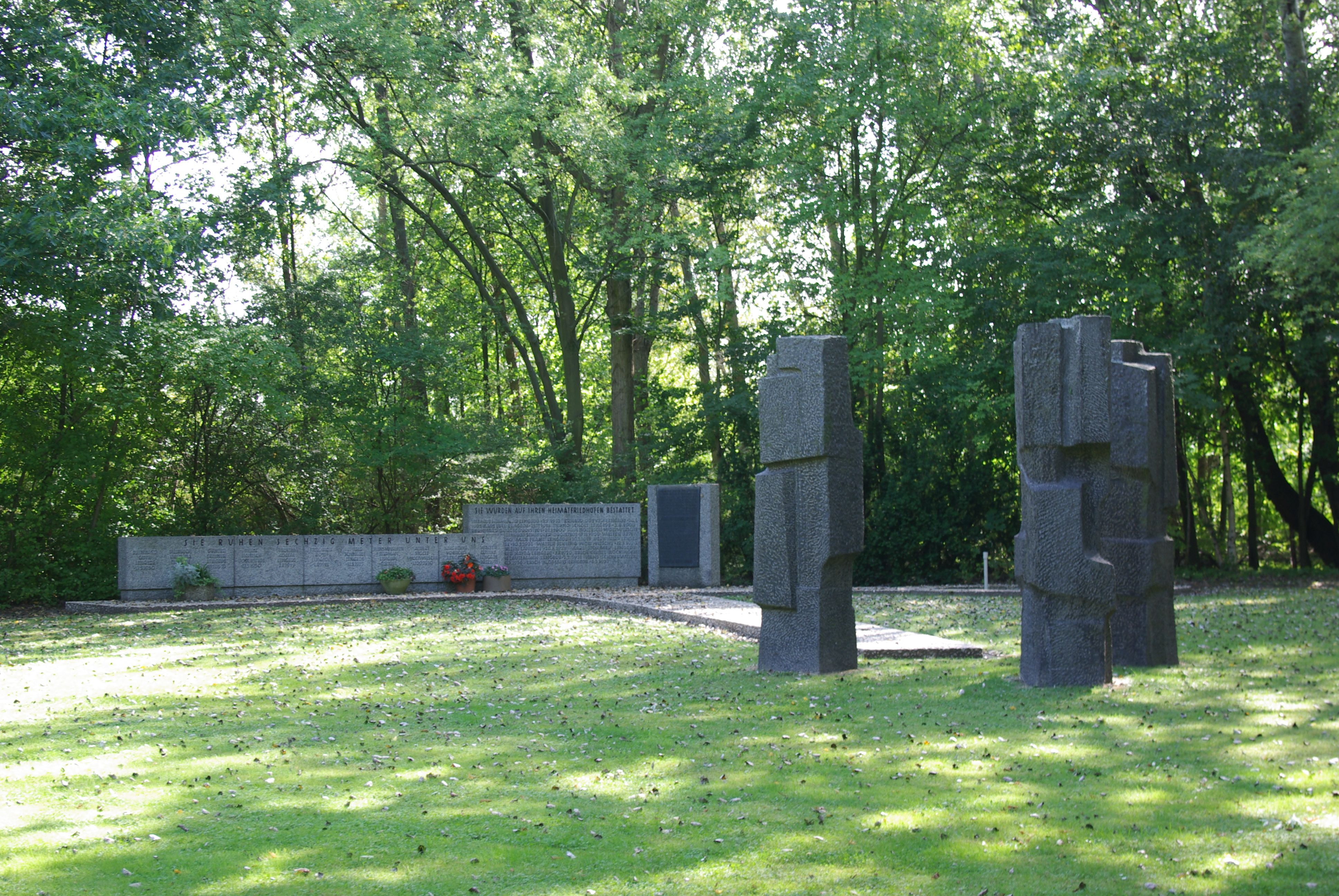
Gedenkstätte für die Opfer des Grubenunglücks von Lengede (1963) in der Gemeinde Lengede

Zusammen schufen sie u. a. die Gedenkstätte für das Grubenunglück von Lengede in der niedersächsischen Gemeinde Lengede.
Nach ihr ist der Ursula-Greve-Weg in Bissendorf benannt.
- Koordinaten: 52° 31′ 16,4″ N, 9° 44′ 25,6″ O (Lage des Ursula-Greve-Weges in Bissendorf; zurzeit – 21. März 2012 – bei Google Maps noch nicht auffindbar, wohl aber bei Geo Hack)

## Leben
Nach dem Besuch einer Höheren Mädchenschule in Freiberg absolvierte sie von 1936 bis 1939 ein Kunststudium in Dresden. Im Zweiten Weltkrieg war sie als Funkerin eingezogen und war als solche auch bis 1945 in Italien. Nach Ende des Krieges blieb sie dort bis 1948 und widmete sich intensiv der Malerei italienischer Motive in Rom, Neapel, Verona und Meran. 1950 nahm sie Privatunterricht in Wandmalerei bei Hausschild in Leipzig. Durch ihre Heirat 1951 erhielt sie durch ihren Mann neue Perspektiven und Zugang zu moderner Kunst. Mit ihm machte sie viele Arbeiten gemeinsam. Darunter waren viele Aufträge für Kirchen. Ab 1961 wohnte sie mit ihrer Familie in einem eigenen Haus in Bissendorf-Wietze. Von 1967 bis 1984 unterrichtete sie Kunst und Musik an einer Schule in Bissendorf. Ab 1984 arbeitete sie als freischaffende Künstlerin. Sie zeichnete und malte gerne die Fachwerkhäuser in Bissendorf, Burgwedel und Isernhagen. In Kursen führte sie viele Mal-Interessierte an die Malerei heran. Ihr Sohn Henning (* 1954) arbeitet als Stahlgestalter.

## Buch-Illustrationen
- zu Käthe von Roeder-Gnadeberg: Andschanas Weihnachtsgeschenk. Rufer-Verlag, Gütersloh 1954.